# Mauri Peltokangas
Mauri Peltokangas, född 11 februari 1966 i Gamlakarleby, är en finländsk politiker (Sannfinländarna). Han är ledamot av Finlands riksdag sedan 2019. Peltokangas är företagare.
Peltokangas blev invald i riksdagen i riksdagsvalet 2019 med 13 114 röster från Vasa valkrets.